# Gerardo Cantú
Gerardo Cantú (* 12. Mai 1934 in Nueva Rosita, Coahuila; † 24. Juli 2021) war ein mexikanischer Maler.

## Biografie
Cantú studierte zunächst ab 1950 in der Werkstatt für Bildende Künste der Universidad Autónoma de Nuevo León (UANL) und danach von 1955 bis 1958 an der Escuela Nacional de Pintura, Escultura y Grabado „La Esmeralda“ (ENPEG) in Mexiko-Stadt. 1958 ging er als Stipendiat nach Prag und später nach Paris. 1962 kehrte er zurück nach Mexiko. Er dozierte zunächst an der UANL, ging dann nach Mexiko-Stadt und arbeitete dort für das Museo Nacional de Antropología und das Museo de la Ciudad de México (MCM). Von 1979 bis 1980 lehrte er als Professor für Zeichnen und Malerei an der ENPEG. Ende 1985 ging er nach Monterrey, wo er ein Jahr darauf Direktor für Bildende Kunst am Instituto de Cultura de Nuevo León (ICNL) wurde und 1987 Direktor der dortigen Werkstatt für plastische Experimentation.
Cantú zeigte seine Bilder in mehreren Einzelausstellungen, unter anderem im Palacio de Bellas Artes und im Museo Metropolitano de Monterrey.